# Bairiki National Stadium
Bairiki National Stadium – to wielofunkcyjny stadion w Bairiki na Kiribati. Jest to stadion narodowy i domowa arena reprezentacji Kiribati w piłce nożnej. Stadion ma pojemność około 2500 osób.